# Epizeuxis herminioides
Epizeuxis herminioides là một loài bướm đêm trong họ Noctuidae.